# 维利耶勒塞克
维利耶勒塞克（法語：Villiers-le-Sec，法語：[vilje lə sɛk] ⓘ）是法国上马恩省的一个市镇，属于肖蒙区。

## 地理
维利耶勒塞克（48°6'21"N, 5°3'47"E）面积15.71 平方千米，位于法国大東部大區上马恩省，该省份为法国东北部内陆省份，北起马恩省和默兹省，西接奥布省，西南接科多尔省，东南接上索恩省，东临孚日省。
与维利耶勒塞克接壤的市镇（或旧市镇、城区）包括：比克西耶尔-莱维利耶、肖蒙、厄菲涅、容什里、瑟穆捷-蒙桑。

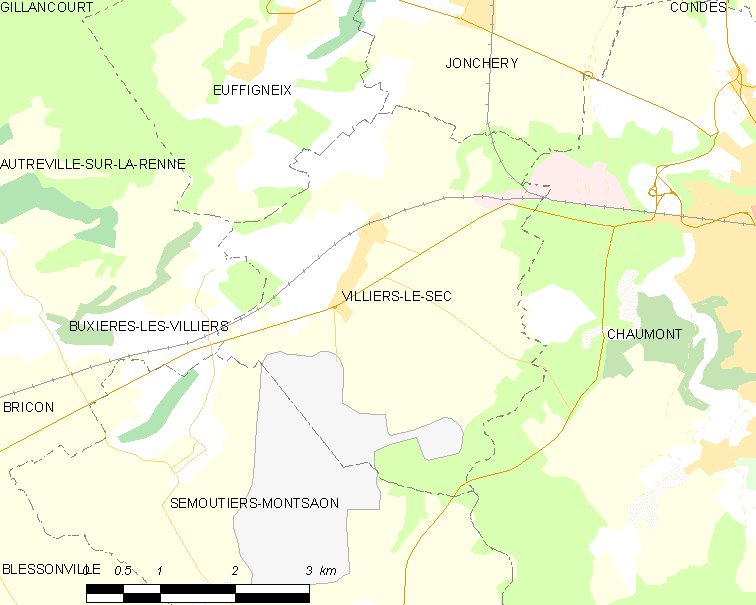
维利耶勒塞克的OSM定位图

维利耶勒塞克的时区为UTC+01:00、UTC+02:00（夏令时）。

## 行政
维利耶勒塞克的邮政编码为52000，INSEE市镇编码为52535。

## 政治
维利耶勒塞克所属的省级选区为肖蒙第二县。

## 人口

1962-2008年间维利耶勒塞克人口变化图示

维利耶勒塞克于2022年1月1日时的人口数量为739人。